# 14401 Reikoyukawa
14401 Reikoyukawa eller 1990 XV är en asteroid i huvudbältet som upptäcktes den 15 december 1990 av de båda japanska astronomerna Kazuro Watanabe och Kin Endate vid Kitami-observatoriet. Den är uppkallad efter den japanske låtskrivaren Reiko Yukawa.
Asteroiden har en diameter på ungefär 7 kilometer och den tillhör asteroidgruppen Eunomia.